# ألبرت جي. بيكر
ألبرت جي. بيكر هو شخصية أعمال وفلاح وسياسي أمريكي، ولد في 14 ديسمبر 1874، وتوفي في 28 مارس 1964. نشط حزبياً في الحزب الجمهوري. وقد انتخب عضو جمعية ولاية ويسكونسن ‏.